# Beloziorni (Rostov)
|  | Per a altres significats, vegeu «Beloziorni». |

Beloziorni (en rus: Белозёрный) és un poble (un possiólok) de l'óblast de Rostov, a Rússia, que en el cens del 2011 tenia 1.700 habitants, pertany al municipi de Iúlovski.